# Moba (peuple)
Pour les articles homonymes, voir Moba.

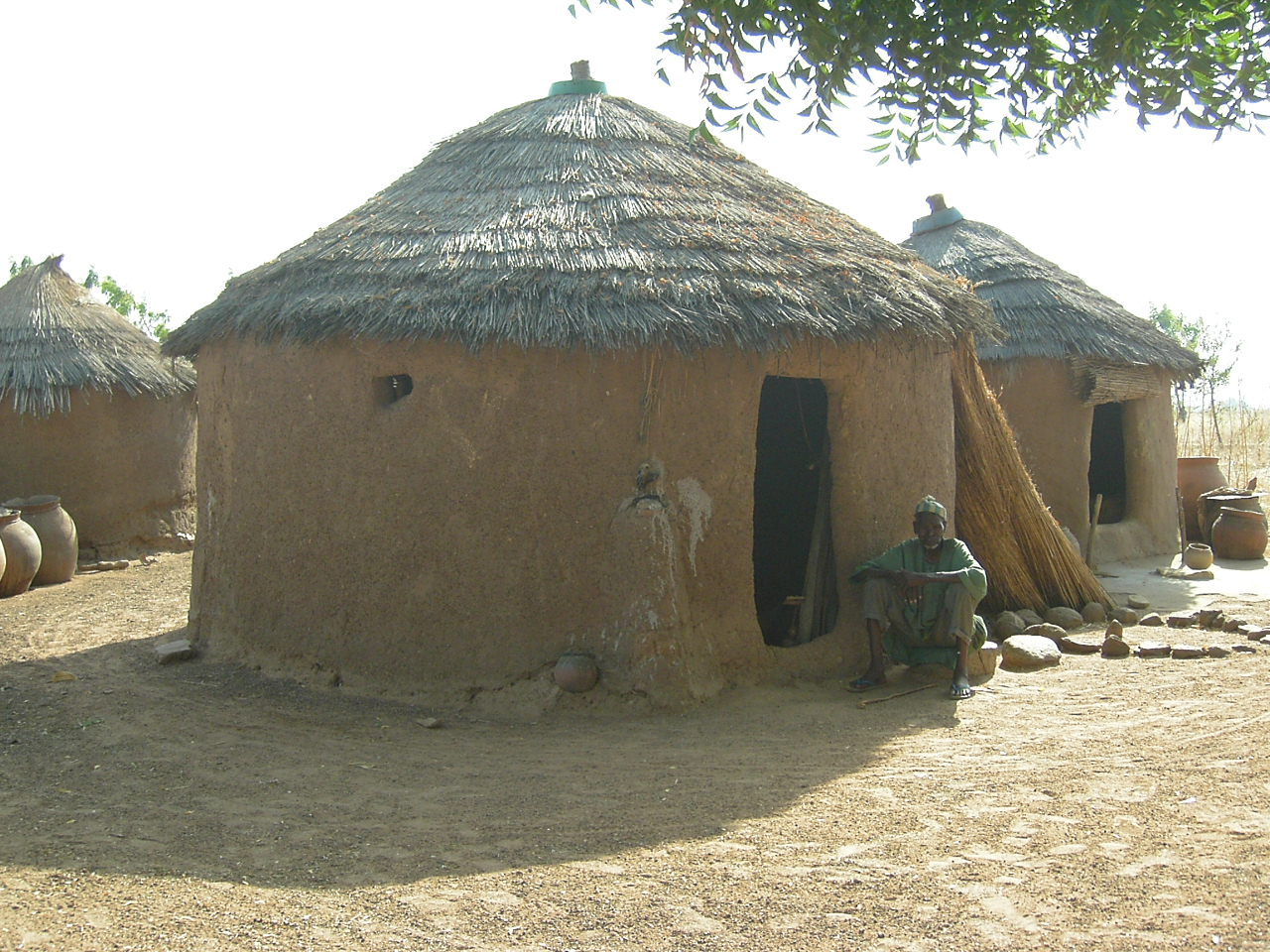
Cases Moba (vers Dapaong, Région des savanes, Togo)

Les Moba sont une population d'Afrique de l'Ouest, vivant au nord du Togo, particulièrement dans les villes de Dapaong et de Bombouaka et leurs environs, également au Ghana et au Burkina Faso.  L'ethnie Moba du Togo est constitué de différents clans venant de l'est du Ghana et du Burkina Faso. À partir de la racine Moba est né certains clan comme le Moba-gurma, les Mossi ( sus est du Burkina Faso ) les Mamproussi ( nord est du Ghana ).  Les Moba - Gurma sont essentiellement organisés en différents clan à la tête desquels se trouvent des chefs coutumiers. Les Moba qui se sont installés dans la ville de Lomé la capitale du Togo  sont aussi familiarisés entre eux  pour se rencontrer en frères et sœurs dans la fraternité et dans l'Union.

## Ethnonymie
Selon les sources et le contexte, on rencontre différentes formes : Bimawba, Bimoba, B'Moba, Moab, Moa, Moare, Mobas, Mouâ, Mowan, Mowa, Mwaba, Mwan.

## Langue
Ils parlent le moba, une langue oti-volta, étudiée notamment par le frère Pierre Reinhart qui lui a consacré plusieurs publications.